# Candlemass (album)
Candlemass – ósmy album szwedzkiego doom metalowego zespołu Candlemass. Został wydany w 2005 roku przez wytwórnię Nuclear Blast, a nagrany zimą 2004 w szwedzkim studiu Polar Studios. Album jest uważany za powrót do korzeni zespołu. Występują w nim ciężkie brzmienia i charakterystyczny wokal Messiaha Marcolina, który wystąpił na albumie pierwszy i jedyny raz od krążka Tales of Creation z 1989 roku. Do utworu Black Dwarf został nakręcony teledysk. Piosenka Witches została wykorzystana w soundtracku z gry komputerowej Brütal Legend.

## Lista utworów
Wszystkie piosenki zostały napisane przez Leifa Edlinga
1. "Black Dwarf" – 5:43
2. "Seven Silver Keys" – 4:59
3. "Assassin of the Light" – 6:29
4. "Copernicus" – 7:17
5. "The Man Who Fell from the Sky" – 3:26
6. "Witches" – 6:22
7. "Born in a Tank" – 4:56
8. "Spellbreaker" – 7:02
9. "The Day and the Night" – 8:52
10. "Mars and Volcanoes" – 3:23 (utwór bonusowy na digpaku i winylu)

## Wykonawcy
- Messiah Marcolin – wokal
- Mats Björkman – gitara rytmiczna
- Lars Johansson – gitara prowadząca
- Leif Edling – gitara basowa
- Jan Lindh – perkusja